# ويليام دويل
ويليام دويل هو رائد أعمال كندي، ولد في 1951.